# Melanagromyza cyrtanthi
Melanagromyza cyrtanthi este o specie de muște din genul Melanagromyza, familia Agromyzidae, descrisă de Spencer în anul 1960. Conform Catalogue of Life specia Melanagromyza cyrtanthi nu are subspecii cunoscute.